# Johan Nijs
Johan Nijs (* 11. Juni 1963 in Löwen, Belgien) ist ein belgischer Komponist und Dirigent im Bereich der Blasmusik.

## Leben
Bereits mit 10 Jahren bekam Nijs Saxophon-Unterricht. Er studierte zunächst an der Reichs-Musikakademie in Tervuren, Belgien Klarinette, Saxophon, Klavier, Akkordeon, und Harmonielehre. An der Musikakademie in St.-Pieters-Woluwe Belgien erhielt er die Regierungsmedaille für Klarinette und Kammermusik. Nach der Absolvierung des Militärdienstes als Klarinettist 1985 bei einer Militärmusikkapelle in Arlon, Belgien und danach 1987 bei der Muziekkapell van de Luchtmacht in Evere, Belgien führte er seine Studien am Königlichen Konservatorium in Brüssel fort. Dort erhielt er erste Preise Diplome und Zertifikate für Allgemeine Musiktheorie, Klarinette, Transposition, Harmonielehre, Blasorchester- und Fanfarenorchester-Direktion, Klavier und Kontrapunkt.
Johan Nijs begann früh zu komponieren und errang bereits mehrere nationale und internationale Kompositionspreise. Momentan ist er als Komponist und Arrangeur, Militärmusiker und Dirigent tätig. Seit Januar 2003 leitet er das Königliche Blasorchester der Polizei von Antwerpen. Darüber hinaus arbeitet er regelmäßig als Gastdirigent.

## Werke

### Werke für Blasorchester (Auswahl)
- Fantasie for Band
- Reflections for Band
  1. Introduction
  2. Air
  3. Finale
- Disco Story
- Celebration Fantasy
- Explorations
- Laurena
- The Bermuda Mystery
- Divertimento for Trumpet and Band
- Mood Romantic
- Festival Variations
- Dixie Time
- Tsaritsino
- Arethusa